# Юрген Тімме
Юрген Тімме (нім. Jürgen Thimme; 26 вересня 1917, Берлін — 7 серпня 2010, Карлсруе) — німецький офіцер-підводник, археолог та історик, оберлейтенант-цур-зее крігсмаріне.

## Біографія
3 квітня 1937 року вступив на флот. З серпня 1940 року — вахтовий офіцер на плавучій базі флоту F-3, з травня 1941 року — в 3-й флотилії мінних тральщиків. З вересня 1941 по квітень 1942 року пройшов курс підводника. З квітня 1942 року — 1-й вахтовий офіцер на підводному човні U-214. В жовтні-листопаді 1942 року пройшов курс командира човна. З 9 грудня 1942 по 19 жовтня 1943 року — командир U-276. В жовтні 1943 року переданий в розпорядження 8-ї і 11-ї флотилій. З листопада 1944 року — додатковий вахтовий офіцер на U-294. З лютого 1945 року — командир U-716, на якому здійснив 3 походи (разом 44 днів морі). 9 травня 1945 року здався союзникам в Нарвіку. В 1947 році звільнений.

## Звання
- Кандидат в офіцери (3 квітня 1937)
- Морський кадет (21 вересня 1937)
- Фенріх-цур-зее (1 травня 1938)
- Оберфенріх-цур-зее (1 липня 1939)
- Лейтенант-цур-зее (1 серпня 1939)
- Оберлейтенант-цур-зее (1 вересня 1941)

## Нагороди
- Почесний професор класичної археології Гайдельберзького університету